# Конституция Федеративных Штатов Микронезии
Конституция Федеративных Штатов Микронезии (англ. Constitution of the Federated States of Micronesia) — основной закон данного государства. Была разработана Конституционным собранием в 1975 году на Сайпане, принята 1 октября 1978 года; незадолго до чего состоялся референдум на котором избиратели округов Понапе, Кусаие, Трук и Яп одобрили её. Вступила в силу 10 мая 1979 года.
Конституция страны состоит из преамбулы и 14 разделов (всего — 94 статей). Целью государства провозглашается создание единой нации из людей, населяющих множества островов. Согласно основному закону, море между островами архипелага считается внутренними водами — вне зависимости от того, какое расстояние отделяет их друг от друга. Также к территории страны причисляется морское дно, недра, континентальный шельф и воздушное пространство.
Функции конституционного контроля осуществляет Верховный суд страны, поправки могут быть приняты на референдуме и требуют одобрения трех четвертей избирателей минимум из трех штатов. На референдуме 1990 года было одобрено четыре поправки, которые ограничили право конгресса на определение наказаний за серьезные преступления и запрещали сдавать землю в аренду иностранцам на неопределенный срок. В 2001 и 2005 годах предлагалось принять еще 17 поправок, но ни одной из них не удалось получить достаточной поддержки со стороны избирателей.